# Myliobatis hamlyni
Myliobatis hamlyni és una espècie de peix de la família dels miliobàtids i de l'ordre dels myliobatiformes.

## Morfologia
- Els mascles poden assolir 48 cm de longitud total.[2][3]

## Reproducció
És ovovivípar.

## Hàbitat
És un peix marí, d'aigües profundes (17°S-26°S) i bentopelàgic.

## Distribució geogràfica
Es troba a Austràlia.

## Observacions
És inofensiu per als humans.